# Metionin

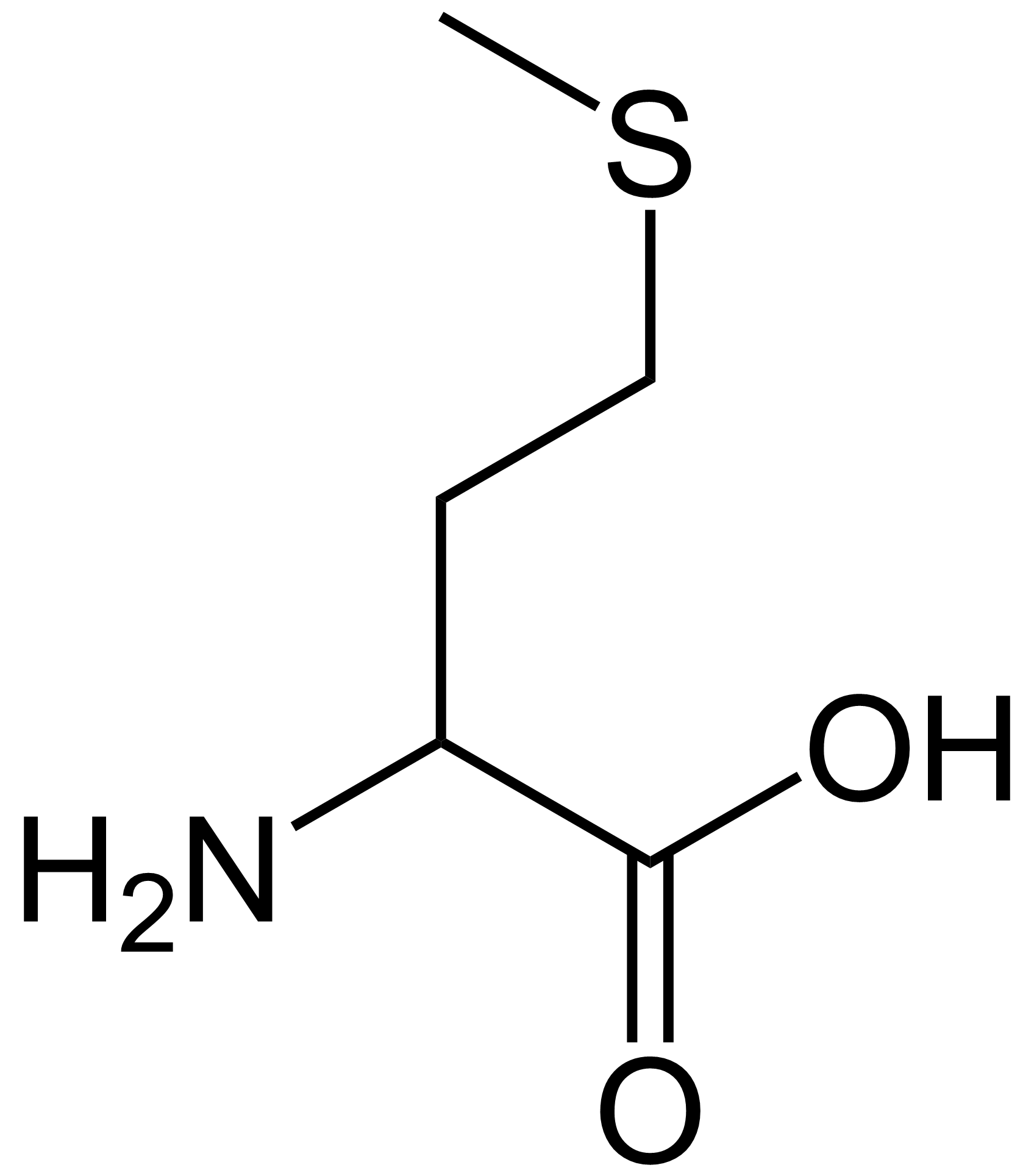
Metionin

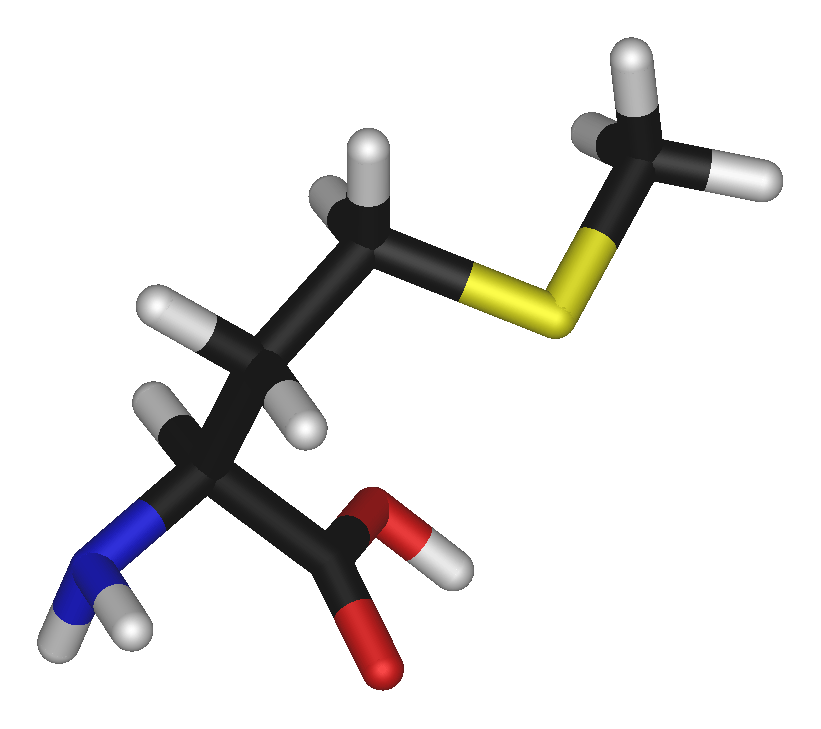
Metionins struktur

Metionin (förkortas Met eller M) är en av de 20 aminosyror som är byggstenar i proteiner. Den tillhör gruppen neutrala, hydrofoba, opolära aminosyror och är en av de essentiella aminosyrorna, som kroppen inte själv kan tillverka och därför måste tillföras i födan. Det är en av två aminosyror i proteiner som innehåller svavel (den andra är cystein) och en av de två aminosyror som motsvaras av endast ett kodon (AUG(RNA), ATG(DNA)) i den genetiska koden.
Svavelhaltiga nedbrytningsprodukter av metionin är viktiga för att ge osten dess karakteristiska smak.
Början av molekylens namn kommer av att den har en metylgrupp bunden till svavelatomen.
Metionin är också en startkodon för proteinsyntesen. Det betyder dock inte att alla proteinmolekyler har metionin i N-terminalen. Metionindelen eller en peptid bestående av ett fåtal aminosyror avspjälkas innan proteinmolekylen tas i bruk. Hos vissa proteiner fungerar denna peptid som en adresslapp och dirigerar molekylen till rätt plats i cellen.
Nedbrytningen av metionin är nedsatt vid följande metaboliska sjukdomar: homocystinuri, kombinerad malon- och metylmalonsyrauri (CMAMMA), metylmalonsyrauri och propionsyrauri.